# W hołdzie inwalidom wojennym i wojskowym Ziemi Suwalskiej. 80 lat Związku Inwalidów Wojennych Rzeczypospolitej Polskiej – tablica pamiątkowa.
W hołdzie inwalidom wojennym i wojskowym Ziemi Suwalskiej. 80 lat Związku Inwalidów Wojennych Rzeczypospolitej Polskiej – tablica pamiątkowa.

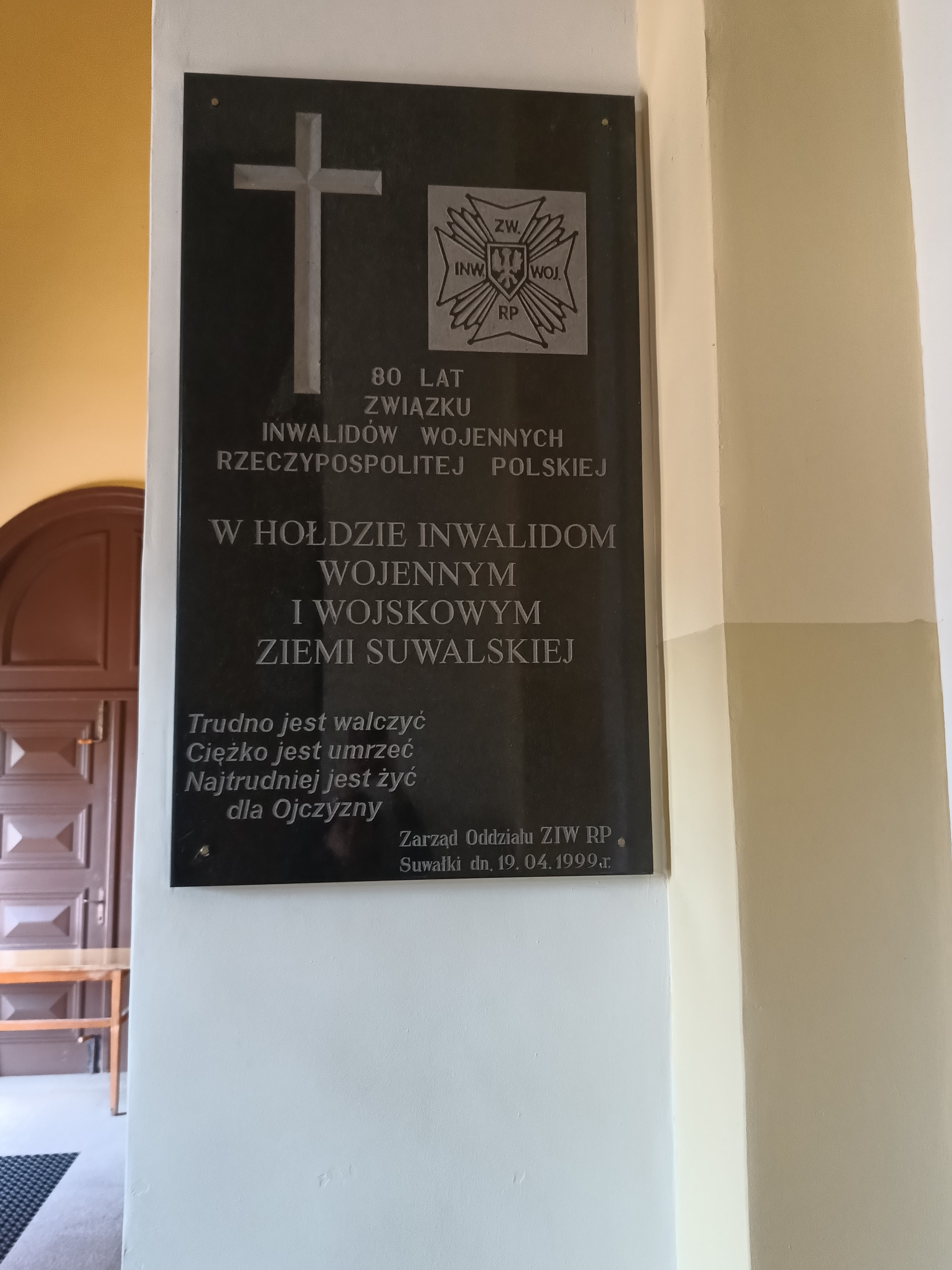
Tablica pamiątkowa umieszczona w kruchcie suwalskiego kościoła pw. Św. Apostołów Piotra i Pawła.

## Historia tablicy
Inicjatorem upamiętnienia inwalidów wojennych i wojskowych Ziemi Suwalskiej był Zarząd Oddziału Związek Inwalidów Wojennych RP w Suwałkach. Szczególne starania w powstaniu upamiętniającej tablicy położyli Janusz Adamczyk – prezes suwalskiego Zarządu Oddziału i Leon Stasiński – członek tegoż Zarządu. Tablicę, wykonaną z czarnego kamienia, odsłonięto i poświęcono uroczyście podczas mszy świętej celebrowanej przez ówczesnego proboszcza Parafii pw. Św. Apostołów Piotra i Pawła - ks. Władysława Święckiego oraz ks. kapelana płk. Krzysztofa Kaczyńskiego. Tablica została zawieszona w kruchcie (przedsionku) kościoła.

W uroczystościach związanych z odsłonięciem tablicy wzięli udział m.in. przedstawiciele Okręgowego Sztabu Wojska Polskiego, Policji, Straży Granicznej, Związku Harcerstwa Polskiego, Prezydenta Miasta, pokrewnych organizacji kombatanckich oraz mieszkańcy miasta. Uroczystość odbyła się w asyście kompanii honorowej 14 Pułku Artylerii Przeciwpancernej w Suwałkach. 

Ponadto pod Pomnikiem Bohaterom Września 1939 odbył się apel poległych. Podczas uroczystości kościelnych krótką historię Związku Inwalidów Wojennych w Polsce przestawił Ryszard Cichocki – wiceprezes Zarządu Głównego ZIW w Warszawie (zarazem prezes Zarządu Okręgowego w Białymstoku).

Opiekę nad tablicą sprawuje Parafia św. Apostołów Piotra i Pawła w Suwałkach.       

## Tablica
Tablica czarna z naturalnego kamienia (granit) – prostokątna o wymiarach 73,5x128 cm. W górnym prawym rogu ryta stylizowana odznaka ZIW, tj. krzyż (w kątach promienie), na ramionach tekst: ZW. - INW - WOJ. - RP; w centrum odznaki tarcza z orłem.  Po lewej strony ryty krzyż. Napisy w kolorze srebrnym. 

Centralną część tablicy zajmuje inskrypcja o treści:

80 LAT

ZWIĄZKU

INWALIDÓW WOJENNYCH

RZECZYPOSPOLITEJ POLSKIEJ

W HOŁDZIE INWALIDOM

WOJENNYM

I WOJSKOWYM

ZIEMI SUWALSKIEJ

TRUDNO JEST WALCZYĆ

CIĘŻKO JEST UMRZEĆ

NAJTRUDNIEJ JEST ŻYĆ

DLA OJCZYZNY

ZARZĄD ODDZIAŁU ZIW RP

SUWAŁKI, DN. 19.04.1999 R.